# مید (ویرجینیای غربی)
مید (به انگلیسی: Mead) یک منطقهٔ مسکونی در ایالات متحده آمریکا است که در شهرستان رالی، ویرجینیای غربی واقع شده‌است. مید ۵۳۸٫۸۹ متر بالاتر از سطح دریا واقع شده‌است.